# Ґілі (Іран)
Ґілі (перс. گيلي) — село в Ірані, у дегестані Аманабад, в Центральному бахші, шахрестані Ерак остану Марказі. За даними перепису 2006 року, його населення становило 280 осіб, що проживали у складі 97 сімей.

## Клімат
Середня річна температура становить 12,31°C, середня максимальна – 30,64°C, а середня мінімальна – -9,55°C. Середня річна кількість опадів – 237 мм.
| Клімат поселення                              | Клімат поселення | Клімат поселення | Клімат поселення | Клімат поселення | Клімат поселення | Клімат поселення | Клімат поселення | Клімат поселення | Клімат поселення | Клімат поселення | Клімат поселення | Клімат поселення | Клімат поселення |
| Показник                                      | Січ.             | Лют.             | Бер.             | Квіт.            | Трав.            | Черв.            | Лип.             | Серп.            | Вер.             | Жовт.            | Лист.            | Груд.            |                  |
| Середній максимум, °C                         | 8,88             | 10,55            | 14,62            | 19,77            | 24,52            | 30,64            | 30,64            | 29,94            | 26,15            | 20,36            | 13,32            | 7,92             |                  |
| Середня температура, °C                       | −0,32            | 1,33             | 5,39             | 10,55            | 15,31            | 21,42            | 24,93            | 24,22            | 20,45            | 14,65            | 7,61             | 2,22             |                  |
| Середній мінімум, °C                          | −9,55            | −7,9             | −3,82            | 1,34             | 6,09             | 12,20            | 19,22            | 18,51            | 14,75            | 8,94             | 1,90             | −3,49            |                  |
| Норма опадів, мм                              | 36               | 36               | 43               | 30               | 22               | 3                | 1                | 1                | 0                | 9                | 23               | 33               |                  |
| Середньомісячна швидкість вітру, м/с          | 1.48             | 1.97             | 2.53             | 2.95             | 2.61             | 2.40             | 2.42             | 2.29             | 2.16             | 2.18             | 1.94             | 1.29             |                  |
| Середньомісячна сонячна радіація, кДж/м²·день | 9542             | 12839            | 15389            | 18591            | 22529            | 26851            | 25910            | 24258            | 21390            | 15938            | 11288            | 9367             |                  |
| --------------------------------------------- | ---------------- | ---------------- | ---------------- | ---------------- | ---------------- | ---------------- | ---------------- | ---------------- | ---------------- | ---------------- | ---------------- | ---------------- | ---------------- |
| Джерело:                                      |                  |                  |                  |                  |                  |                  |                  |                  |                  |                  |                  |                  |                  |